# المعتلا القديم (وادي الدواسر)
مركز المعتلا القديم  هو مركزٌ إداري تابعٌ لمحافظة وادي الدواسر في منطقة الرياض ، ويصنف من فئة (ب) ورمزه 1258.